# Гохман, Лев Михайлович
Лев Михайлович (Моисеевич) Гохман (28 марта 1909, Минск — 29 сентября 1984) — советский инженер-конструктор. Лауреат Сталинской премии (1951).

## Биография
Лев Гохман родился 28 марта 1909 года в Минске. В 1934 году окончил МИСИ.
После окончания института работал в проектных организациях Московского городского совета. Был главным инженером ряда архитектурных мастерских. Принимал участие в строительстве театров, клубов, жилых домов в Москве и других городах.
Принимал участие в Великой Отечественной войне. Служил в МПВО в звании инженер-капитана.
Являлся главным инженером мастерской № 1 Моспроекта со дня её основания.
Принимал участие в проектировании и строительстве таких зданий как жилой дом на Котельнической набережной, Новосибирский театр оперы и балета, советская выставка в Пекине, Дворец китайско-советской дружбы в Шанхае, посольство КНР в СССР, 4 высотных здания на Новом Арбате, здание НПО «Алмаз» на развилке Ленинградского и Волоколамского шоссе и других.
Член КПСС. Член Союза архитекторов СССР с 1956 года. Член правления Московской организации Союза архитекторов. Член секции новой строительной техники.
Жил в Москве по адресам: Беговая улица, дом 1-а, корп. 4 (1940-е) и Котельническая набережная, дом 1/15 (с 1950-х). Умер 29 сентября 1984 года.

## Награды и премии
- Сталинская премия третьей степени (1951) — за разработку и осуществление строительства каркаса высотного здания на Котельнической набережной[7].
- Ордена КНР[2]
- Медаль «За оборону Москвы»[8]
- Медаль «За боевые заслуги»[3]
- Медаль «За победу над Германией в Великой Отечественной войне 1941—1945 гг.»[8]